# Кришна-чайтанья-чаритамрита
«Кри́шна-чайта́нья-чарита́мрита» — гаудия-вайшнавский агиографический текст на санскрите, описывающий жизнь основоположника традиции гаудия-вайшнавизма Чайтаньи (1486—1534) и его ближайших сподвижников. «Кришна-чайтанья-чаритамрита» была составлена вскоре после смерти Чайтаньи, около 1535 года. Автором теста был Мурари Гупта.